# Augusta Evans Wilson
Augusta Jane Wilson, o Augusta Evans Wilson (Columbus, 8 maggio 1835 – Mobile, 9 maggio 1909), è stata una scrittrice statunitense, una dei maggiori rappresentanti della letteratura sudista.
Scrisse nove romanzi: Inez: a Tale of the Alamo (1850), Beulah (1859), Macaria (1863), St. Elmo (1866), Vashti (1869), Infelice (1875), At the Mercy of Tiberius (1887), A Speckled Bird (1902) e Devota (1907). Il suo contributo può essere considerato decisivo allo sviluppo letterario e alla cultura della Confederazione, in particolare, e del Sud in generale, come una civiltà, supportando la Confederazione degli Stati d'America dalla prospettiva di una patriota del sud, e con la sua attività letteraria durante la guerra civile americana.

## Biografia
Nacque come Augusta Jane Evans l'8 maggio del 1835 a Wynnton (ora MidTown, Columbus), in Georgia. Come ogni giovane ragazza del diciannovesimo secolo in America, ricevette poca educazione scolastica. Tuttavia divenne una vorace lettrice fin da piccola. Il suo sfortunato padre, Matthew Evans, perse la ricca proprietà di famiglia di Sherwood Hall per bancarotta negli anni 1840. Si trasferì con la sua famiglia dalla Georgia a San Antonio, nel Texas nel 1845. Il tempo passato qui ispirò ad Augusta il suo primo lavoro. All'età di 15 anni scrisse Inez: A Tale of the Alamo, una storia d'amore romantica, sentimentale, moralista anti-cattolica. Si narra la storia del viaggio spirituale di un orfano dallo scetticismo religioso alla fede fervente. La giovane Augusta regalò il romanzo al padre nel Natale del 1854. Fu pubblicato in forma anonima nel 1855. Tuttavia la vita in una città di frontiera come San Antonio si rivelò pericolosa, specialmente durante la guerra contro il Messico. I genitori di Augusta si trasferirono in seguito a Mobile in Alabama. All'età di 18 anni scrisse il suo secondo romanzo, intitolato Beulah. Fu pubblicato nel 1859. Beulah cominciò il tema dell'educazione femminile nei suoi romanzi. Il libro ebbe successo e vendette 22 000 copie durante il primo anno di pubblicazione. Questo fu un risultato sorprendente che la portò ad essere la prima scrittrice professionista dell'Alabama. La sua famiglia usò il ricavato del suo successo letterario per acquistare il Georgia Cottage a Springhill Avenue. Quando molti Stati del sud dichiararono la loro indipendenza e si staccarono dagli Stati Uniti creando la Confederazione degli Stati d'America, Augusta Evans divenne un'accanita patriota del sud. Divenne attiva nella conseguente guerra civile come propagandista. Si fidanzò con un giornalista di New York, James Reed Spalding, ma ruppe il fidanzamento nel 1860 poiché egli supportava Abraham Lincoln e dunque l'Unione. Aiutò come infermiera i soldati confederati a Fort Morgan a Mobile Bay e visitò i soldati a Chickamauga. Cuciva i sacchi di sabbia per la difesa della comunità, scriveva messaggi patriottici e organizzò un ospedale vicino a casa sua. L'ospedale fu chiamato "Camp Beulah" dagli ammiratori locali in onore del suo romanzo. Tenne una corrispondenza con il generale P.G.T. de Beauregard nel 1862. Il suo capolavoro di propaganda fu Macaria – un romanzo che dichiarò di aver scritto a lume di candela mentre assisteva i feriti. Esso narra di una donna del sud che compie il sacrificio ultimo per la confederazione; fu pubblicato a Richmond in Virginia nel 1863. Questo romanzo promosse il desiderio nazionale per una cultura nazionale indipendente e si rifletté su quelli che allora erano i valori del sud. L'opera fu stampata su carta da imballaggio e fu utilizzata la carta da parati per la copertina. Fu contrabbandato al Nord per minare il sostegno pubblico tra i nordisti. Fu fatto circolare anche tra le truppe nordiste per causare rancore tra i ranghi. Divenne quindi famoso da ambo le parti. Il generale George Henry Thomas, comandante della Union Army in Tennessee, confiscò le copie e le bruciò. Macaria fu pubblicato anche a New York, senza che l'autrice ne fosse a conoscenza. Le royalties di vendita furono mantenute anche dopo la fine della guerra civile. Questi profitti avrebbero supportato le finanze disperate della sua famiglia durante la Ricostruzione. Venne a conoscenza delle royalties dopo la fine della guerra quando accompagnò il fratello Howard Evans a New York per vedere un medico specialista per curare il braccio paralizzato da una ferita di guerra.
Augusta finì il suo romanzo celebrativo, St. Elmo, presso "El Dorado", la residenza della zia Mary Howard Jones (moglie del colonnello Seaborn Jones). In St. Elmo sembra esserci nell'impostazione generale, se non nei dettagli specifici, a residenza "El Dorado" dei Jones. Nel 1878 la casa fu acquistata dal capitano e dalla signora James J. Slade, che cambiarono il nome in "St. Elmo" in onore del romanzo che l'aveva ispirato. St. Elmo fu pubblicato nel 1866. In soli quattro mesi vendette un milione di copie. Il romanzo è caratterizzato dalla tensione sessuale tra il protagonista, il cinico St. Elmo, e l'eroina Edna Earl, bellissima e devota. Questo romanzo divenne così popolare da dare il nome a città, hotel, battelli e marche di sigarette. Fu il suo romanzo più famoso e fu adattato sia per il teatro che per il cinema; è considerato uno dei romanzi statunitensi più famosi del XIX secolo. L'eroina Edna Earl divenne l'omonima dell'eroina di Eudora Welty (Edna Earle Ponder) nel romanzo The Ponder Heart, pubblicato nel 1954. Ispirò anche una parodia del 1867, St. Twel'mo, or the Cuneiform Cyclopedist of Chattanooga.
Nel 1868 Augusta Jane Evans sposò il veterano dei Confederati colonnello Lorenzo Madison Wilson, diventando così Augusta Evans Wilson, nome con il quale verrà ricordata nella letteratura. Aveva 27 anni in meno del marito. Il colonnello Wilson aveva acquisito ricchezza con banche, ferrovie e ingrosso di generi alimentari. I due si stabilirono in una dimora chiamata Ashland a Mobile, non lontano dalla sua precedente casa a Georgia Cottage. La coppia frequentava la chiesa metodista di St. Francis Street. Augusta Evans Wilson fu la prima signora dell'alta società di Mobile ad aiutare Madame Le Vert che aveva perso popolarità per aver accolto l'occupazione federale di Mobile troppo calorosamente.
Il colonnello Wilson morì nel 1892. Augusta Evans scrisse altri cinque romanzi: Vashti, Infelice, At the Mercy of Tiberius, A Speckled Bird, e Devota. Morì per un attacco di cuore il 9 maggio del 1909 e fu seppellita nel cimitero Magnolia di Mobile. La sua amata Ashland bruciò totalmente nel 1926. Tuttavia il Georgia Cottage esiste ancora con un viale a Springhill Avenue che porta alla sua casa.

## Stile
Augusta scrisse in stile sentimentale quotidiano, tipico dell'età vittoriana. La critica femminista vede nei suoi romanzi non solo le trame coniugali, ma anche la capacità intellettuale dei suoi personaggi femminili, che consente loro di acquisire potere personale e pubblico. Una critica su St. Elmo sostiene che "il tormento con l'eroina di St. Elmo fu che ella aveva inghiottito in intero dizionario". Augusta fu la prima scrittrice statunitense a guadagnare più di $100.000 e questo record fu superato solo da Edith Wharton.

## Film tratti dalle opere di Augusta Jane Evans Wilson
- Da Beulah del 1859 fu tratto nel 1915 Beulah di Bertram Bracken.
- Da St. Elmo del 1866 furono tratti:
  - St. Elmo del 1910, con Maurice Costello, Florence Turner - (sceneggiatura)
  - St. Elmo di J. Gordon Edwards del 1914; questo film vede la stessa romanziera nelle vesti di attrice
  - St. Elmo di Jerome Storm 1923, con John Gilbert e Barbara La Marr
- Da At the Mercy of Tiberius del 1887 furono tratti:
  - God's Witness di Eugene Moore del 1915
  - At the Mercy of Tiberius di Fred LeRoy Granville - (sceneggiatura) 1920